# Sciophila valdiviana
Sciophila valdiviana är en tvåvingeart som först beskrevs av Philippi 1865.  Sciophila valdiviana ingår i släktet Sciophila och familjen svampmyggor. Inga underarter finns listade i Catalogue of Life.